# Zdeněk Rosenbaum
Zdeněk Rosenbaum (* 27. listopadu 1945, Beroun) je český novinář, redaktor a spisovatel, mj. žánru science fiction.

## Dílo
Publikoval i poezii. V žánru science fiction je pro něj typický vážný náhled na smysl další existence lidstva. Prvky sci-fi slouží často jako alegorie (mnohdy ironické).

### Novely
- Krajina s nábytkem (1981) - autobiografická próza, zfilmováno v roce 1986[2]

### Romány
- Mé svatby, cizí pohřby (1982)
- Most přes zlou vodu
- Stát jako strom - historická próza

### Sbírky povídek
- Dvojnásobný dvojník (1983) - společně s Ladislavem Szalaiem, soubor sci-fi prózy, zajímavý experiment, kdy každý z autorů napsal několik povídek se stejným názvem a na stejné téma
- Veřejná společnost SF (1989) - společně s Ladislavem Szalaiem, soubor sci-fi prózy